# Daybreak in Udi
Daybreak in Udi è un documentario del 1950 diretto da Terry Bishop vincitore del premio Oscar al miglior documentario.